# Dorcadion caprai
Dorcadion caprai är en skalbaggsart. Dorcadion caprai ingår i släktet Dorcadion och familjen långhorningar.

## Underarter
Arten delas in i följande underarter:
- D. c. caprai
- D. c. completetomentosum